# 1419 Danzig
1419 Danzig (1929 RF) là một tiểu hành tinh vành đai chính được phát hiện ngày 5 tháng 9 năm 1929 bởi Reinmuth, K. ở Heidelberg.